# Ed Asner
Edward "Ed" Asner (Kansas City, 15 de novembro de 1929 – Los Angeles, 29 de agosto de 2021) foi um ator norte-americano de televisão e cinema e presidente do Screen Actors Guild.
Foi o ator que mais ganhou estatuetas da história do Emmy Award, ganhando em sete premiações. Ficou conhecido por interpretar Lou Grant no Mary Tyler Moore Show e em seu spin-off, Lou Grant e emprestou sua voz ao personagem de Carl Fredricksen no filme da Pixar, Up.

## Biografia
Ed Asner nasceu em Kansas City, no estado de Missouri, na margem do rio Missouri oposta àquela onde seus pais moravam, em Kansas City, estado de Kansas. Sua mãe, Lizzie Asner (nome de solteira: Seliger), era dona de casa, e seu pai, Morris David Asner, tinha um antiquário. Ambos eram judeus ortodoxos de origem russa. Asner cursou o ensino médio na histórica escola Wyandotte High School e o ensino superior na Universidade de Chicago. Serviu na Companhia de Informações do Exército dos Estados Unidos.

## Carreira

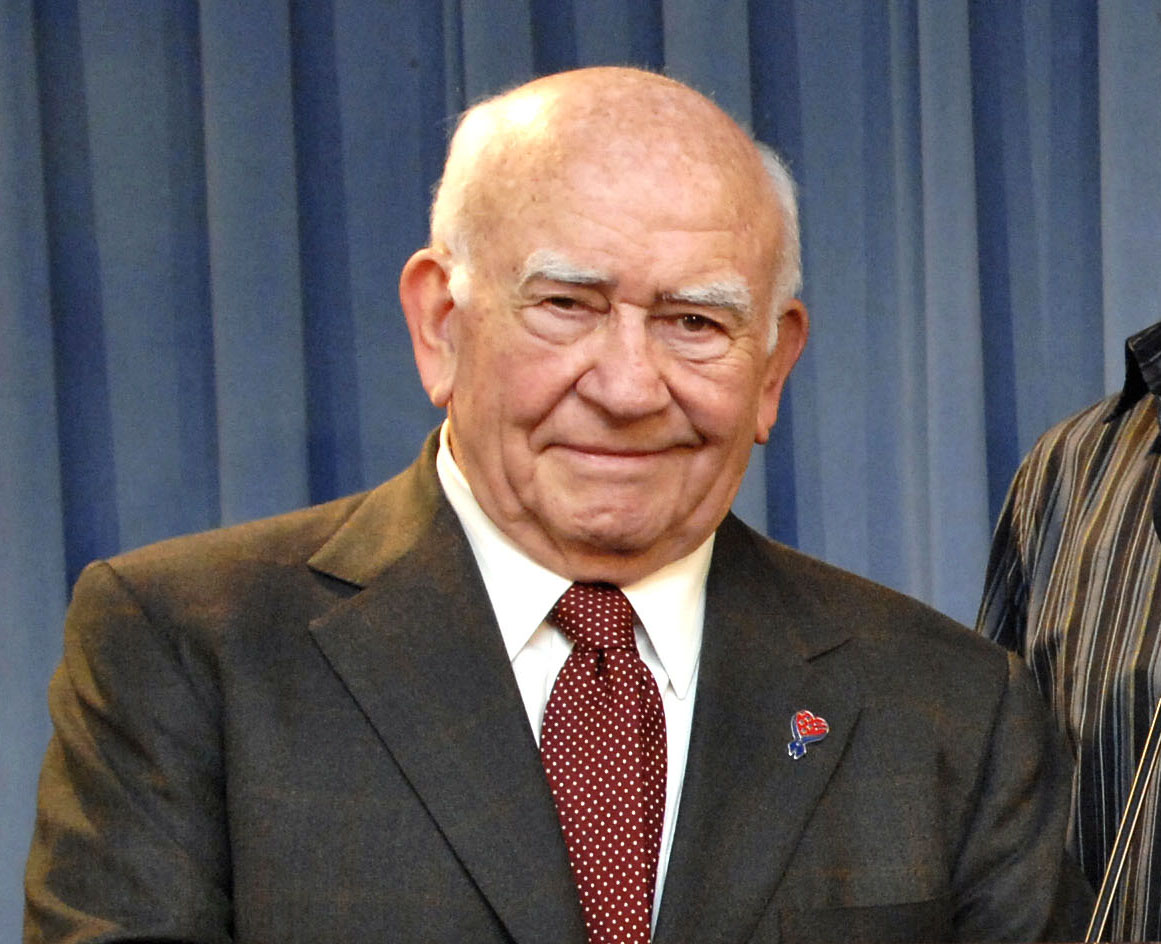
Ed Asner durante passeio pelo Pentágono em 2006.

Antes de estrelar no seriado de Mary Tyler Moore, Asner teve participações especiais em programas como The Outlaws, em 1962, e no último episódio de The Reporter, da CBS. Estrelou também em El Dorado, faroeste de Howard Hawks, lançado em 1967, com John Wayne e Robert Mitchum.
Asner ficou conhecido pelo público por interpretar Lou Grant, que foi apresentado no Mary Tyler Moore Show em 1970. Em 1977, após o final do Mary Tyler Moore Show, o personagem de Asner conseguiu seu próprio programa, Lou Grant, que foi ao até 1982. Em contraste ao Mary Tyler Moore Show, uma comédia de trinta minutos, Lou Grant era um drama de uma hora sobre o jornalismo.
Asner também interpretou o Capitão Davies, homem que captura e vende o protagonista Kunta Kinte como escravo na minissérie Roots de 1977. Este papel lhe rendeu o prêmio Emmy de melhor ator coadjuvante em uma minissérie. Ele havia recebido o mesmo prêmio no ano anterior por Rich Man, Poor Man. De 1971 a 1975 venceu o prêmio de melhor ator coadjuvante em seriado cômico três vezes pelo Mary Tyler Moore Show, e em 1978 e 1980 venceu o prêmio de melhor ator principal em seriado dramático por Lou Grant. Com sete prêmios, é um dos atores com mais Emmys. Além disso, é o único ator a ganhar os Emmys de comédia e drama pelo mesmo personagem.
Em 1988 narrou Luar sobre Parador. Em 1993, fez parte do elenco estrelar do filme JFK de Oliver Stone. Em 1998 estrelou Hard Rain. Em 2001 interpretou o Papa João XXIII em Papa Giovanni XXIII, minissérie da Star-ving. No mesmo ano, participou de um episódio de Curb Your Enthusiasm.
Asner também teve um extenso currículo em dublagens, dando voz a vários personagens de desenhos como Gargoyles, Spider-Man: The Animated Series, Freakazoid!, The Boondocks, Max Steel, The Simpsons, Justice League Unlimited, Batman: The Animated Series, Captain Planet and the Planeteers e no jogo de videogame Star Wars: Knights of the Old Republic e em sua sequência. Seu último trabalho como ator de voz foi como o personagem de Carl Fredricksen no filme Up da Pixar. Ele foi tão aclamado pelo papel que um crítico chegou a sugerir que "deveriam criar uma nova categoria para o Oscar deste ano - melhor atuação de voz em um filme animado - e nomear Asner como seu primeiro recipiente".
Apesar de ser conhecido popularmente como Ed Asner, ele preferiu ser chamado profissionalmente de Edward Asner.

## Posições políticas
Asner foi membro proeminente do partido político Socialistas Democráticos da América. Asner foi duas vezes presidente do Screen Actors Guild, sindicato de atores dos Estados Unidos, e no cargo criticou a política estadunidense para a América Central no início da década de 1980. Ele teve um papel proeminente na greve do SAG em 1980. Também foi ativo em várias outras causas, como no movimento pela libertação de Mumia Abu-Jamal e no ambientalismo, o que levou-o a participar do desenho animado Capitão Planeta.
O cancelamento de Lou Grant em 1982 foi alvo de muita controvérsia. O programa tinha audiência satisfatória (estava entre os dez mais assistidos de acordo com o Nielsen), mas a CBS se recusou a renová-lo para mais uma temporada. Asner constantemente acusou a emissora de ter cancelado o programa devido à publicidade que suas declarações ganharam na mídia; numa comitiva de imprensa pouco antes do cancelamento do programa, ele havia dito que apoiaria eleições livres em El Salvador mesmo que os eleitos fossem os comunistas. Howard Hesseman, que participou com Asner numa campanha a favor da democracia salvadorenha, viu seu programa, o popular WKRP in Cincinnati, ser cancelado pela CBS no mesmo dia.
Asner foi porta-voz da campanha 2004 Racism Watch, fundada após a campanha de reeleição de George W. Bush utilizar a imagem de um homem árabe como sinônimo de terrorismo. Em abril de 2004, ele escreveu uma carta aberta aos "líderes da paz e da justiça" encorajando-os a exigir a verdade sobre os acontecimentos de 11 de setembro de 2001. Em 2004, assinou um documento pedindo novas investigações sobre os atentados de 11 de setembro. Em 2009, Asner confirmou seu apoio ao documento.
Como fã de histórias em quadrinhos, Asner foi membro da Comic Book Legal Defense Fund, organização que protege os desenhistas de perseguição baseada em conteúdo. Asner foi conselheiro da Rosenberg Foundation for Children, organização fundada pelos filhos de Julius e Ethel Rosenberg que fornece apoio aos filhos de ativistas políticos, colabora para a Humane Society of the United States e foi membro da diretoria da Defenders of Wildlife, organização pela preservação dos animais selvagens.

## Vida pessoal e morte
Asner foi casado com Nancy Sykes de 1959 a 1988. Juntos, tiveram três filhos: os gêmeos Matthew e Liza, e Kate. Em 1987, Asner teve um filho chamado Charles com Carol Jean Vogelman. Um de seus filhos tem autismo.
Asner enoivou-se com a produtora Cindy Gilmore em 1991. Os dois se casaram em 2 de agosto de 1998. Gilmore pediu o divórcio em 7 de novembro de 2007. Durante este casamento, Asner foi padrasto da apresentadora de televisão e modelo Jules Asner. Seu sobrinho, Gavin Newsom, é governador do estado da Califórnia, desde 2019. 

## Morte
Esner morreu em 29 de agosto de 2021, aos 91 anos de idade, em Los Angeles.